# 統括官
統括官（とうかつかん）は、国家公務員の職名である。中央省庁においては局長級分掌官の名称である。中央省庁再編の際、局の数の削減に伴って多数新設された。一方地方支分部局においては、課長に相当する職となっている。

## 中央省庁
統括官は、官房及び局の所掌に属しない事務の能率的な遂行のためこれを所掌する職で局長に準ずるものとして設置される。
個々の分掌職間における所掌事務の割り振りや移動が機動的かつ柔軟に行うことが必要な場合には、一定の業務を複数の分掌職で担当する（「複数官型」）ものとし、専門的知識を持った局長級の判断のみが求められ、下級の職員によって処理すべき作業が少ない場合には単一の官として分掌職を置く（「単官型」）ものとされる。
職務については、「単官型」の場合は「・・・をつかさどる。」と定められ、複数官型の場合は「命を受けて、・・・を分掌する。」と定められる。名称は○○統括官（例：政策統括官、国際統括官）とし、他の職に「統括官」の名称は用いない。
複数官型の場合、通常は政策統括官と称しており、内閣府に7人、総務省に1人、厚生労働省に2人、国土交通省に2人が、それぞれ置かれている。ただし、デジタル庁及び復興庁に置かれている統括官は単に統括官と称しており、デジタル庁に4名、復興庁2人置かれている。内閣府科学技術・イノベーション推進事務局にも単に統括官が1人置かれている。
単官型の場合は個別の名称が付されており、総務省にサイバーセキュリティ統括官1人、外務省に国際情報統括官1人、文部科学省に国際統括官1人、厚生労働省に人材開発統括官1人、国土交通省に国際統括官1人、環境省に総合環境政策統括官1人が、それぞれ置かれている。
これらの府省には内部部局として、大臣官房、局、統括官があり、各省の組織令（政令）での組織の規定順（いわゆる建制順）もそのようになっているが、内閣府に限り、大臣官房、政策統括官、局の順となっている。
昨今、内閣官房にも統括官という名称の役職があり、上記の統括官とは別の法令等で内閣人事局に人事政策統括官3人（うち一人は、関係のある他の職を占める者をもつて充てられるものとする。）、内閣官房東京オリンピック・パラリンピック競技大会推進本部事務局に総括調整統括官1人及びセキュリティ推進統括官1人及び企画・推進統括官5人、内閣官房TPP等政府対策本部に国内調整統括官1人がそれぞれ置かれている（内閣官房の官職は「人事政策統括官」を除いて「内閣審議官」という内閣官房組織令の官職を命じられて、列挙された役職を兼任する形となっている。なお、人事政策統括官は指定職5号俸で府省の内部部局の局長と同じ俸給であるが、列挙された統括官は内閣審議官として発令されているため個別に俸給が公開されていない。ただし、TPP等政府対策本部の首席交渉官及び政策調整統括官に充てられた内閣審議官は指定職7号俸（省名審議官と同等）が支給され、事務次官に相当するとされている。）。

## 地方支分部局
中央省庁の地方支分部局では、指揮決裁系統にやや硬直さのある「課・係制」に代えて、柔軟に機能する「専門官制」をとるところがある。

### 法務局
課長に相当する職として「首席○○（管理、監察）官」、課長補佐に相当する職として「統括○○官」などが置かれる。このような官署においては、後者を「統括」あるいは「統括官」と短縮して呼称することがある。

### 国税局・税務署
国税局・税務署においては、「統括国税徴収（調査）官」というポストがあり、略称として「統括官」が使用されている。これは昭和46年に税務署の機構が部課制から部門制に改められた際、従来の係単位が掌握していた部署に課長級のポストを新たに据えるために用いられたものである。このときの機構改革により課長職は「総務課長」もしくは「第一統括官」に改められ、従前の係長が担当していた管理職ポストを「第二～統括官（以降部門の数だけ存在する）」という課長級としてのポストを割り当てることで、処遇の改善を図ったものである。しかし、実際には課といえるほどの規模ではないため（部下数は1部門あたり3～8人で、多くても10人強程度まで）、単位を課ではなく「部門」とし、職名を「統括○○官」に変更したという背景がある。さらに平成10年以降には署の課長補佐に相当するポストの一部（中規模署以上の総括上席や特別調査官付の筆頭上席）に対しても「連絡調整官」という専門職を兼務するという名目で課長待遇に引き上げる措置が取られることとなったが、このときには部門数増等の機構改革は行われていない。
なお、国税局と税務署とでは課長・統括官の格付けは異なっており、国税局の統括官等は局の課長と同等で税務署では署長クラスに相当し、税務署の総務課長や第一統括官等は国税局の課長補佐に相当する格付けとなっている。

### 税関
税関においては、統括を冠する職として「統括監視官」、「統括審査官」、「統括調査官」、「統括審理官」が置かれている。設置の経緯は国税局・税務署を見習って行われた。官の種類が多いこともあり、予算定員では「統括専門官」と包括されている。なお税関においては本関と支署・出張所の格付けの差はない。また課長相当職で統括を冠さない厚生管理官、システム企画調整官、税関広報広聴官、人事専門官、保税地域監督官、関税鑑査官などの職もある。